# Conomorium
Conomorium is een geslacht van vliesvleugeligen uit de familie Pteromalidae. De wetenschappelijke naam van dit geslacht is voor het eerst geldig gepubliceerd in 1924 door Masi.

## Soorten
Het geslacht Conomorium omvat de volgende soorten:
- Conomorium amplum (Walker, 1835)
- Conomorium cuneae Yang & Baur, 2004
- Conomorium equilaterale Xiao & Huang, 2000
- Conomorium patulum (Walker, 1835)
- Conomorium pelor Boucek, 1993
- Conomorium pityocampae Graham, 1992